# Ngoại giao bóng bàn
Ngoại giao bóng bàn (tiếng Trung: 乒乓外交 Pīngpāng wàijiāo) nói tới sự kiện giao lưu giữa những cầu thủ bóng bàn Hoa Kỳ và Trung Quốc trong những năm đầu thập niên 1970, mà đã bắt đầu trong suốt Giải vô địch bóng bàn quốc tế ở Nagoya, Nhật Bản, do một cuộc tỉ thí giữa cầu thủ Glenn Cowan (Hoa Kỳ) và Zhuhang Zedong (Trung Quốc).  Sự kiện đã đánh dấu việc ấm lên quan hệ Hoa Kỳ-Trung Quốc mà mở đường cho chuyến thăm tới Bắc Kinh năm 1972 của Tổng thống Richard Nixon. Sự kiện được xem như bước ngoặt trong các mối quan hệ, và chính sách tiếp cận từ đó đã được thực hiện ở những nơi khác.

## Lịch sử
Vào ngày 6 tháng 4 năm 1971, khi đang ở Nagoya, Nhật Bản để tham dự giải vô địch bóng bàn thế giới lần thứ 31, đội tuyển bóng bàn Hoa Kỳ đã nhận được một lời mời đến thăm Trung Quốc. Ngày từ những năm đầu của nền Cộng hòa Nhân dân, thể thao đã đóng một vai trò quan trọng trong ngoại giao của Trung Quốc, luôn bám sát khẩu hiệu "hữu nghị là số một, tranh tài là thứ hai". Ngày 10 tháng 4 năm 1971, đội tuyển Mỹ và những nhà báo đi cùng đã trở thành phái đoàn Hoa Kỳ đầu tiên đầu tiên đặt chân đến thủ đô của Trung Quốc kể từ năm 1949. Cuộc gặp mặt đã được tạo điều kiện bởi Ủy ban Quốc gia về Quan hệ ngoại giao Hoa Kỳ-Trung Quốc (美中关系全国委员会). Trước chuyến thăm viếng của các vận động viên bóng bàn Hoa Kỳ, mười một người Mỹ đã được cho phép đến Trung Quốc trong một tuần bởi vì tất cả họ đều công khai thừa nhận có quan hệ với Đảng báo đen đi theo chủ nghĩa Mao.
Theo cuốn Lịch sử bóng bàn Hoa Kỳ của Tim Boggan, vận động viên bóng bàn Mỹ đã tới Trung Quốc cùng đội tuyển bóng bàn Hoa Kỳ, có ba sự kiện có thể đã dẫn đến lời mời từ Trung Quốc. Chủ tịch của Liên đoàn Bóng bàn Thế giới khi đó là H. Roy Evans, người xứ Wales đã nói rằng ông đã đến thăm Trung Quốc trước giải vô địch bóng bàn thế giới lần thứ 31 và đề xuất với giới chức thể thao Trung Quốc cũng như thủ tướng Chu Ân Lai rằng Trung Quốc nên có những động thái để giao thiệp với thế giới thông qua các sự kiện thể thao quốc tế kể từ sau cách mạng văn hóa. Thêm vào đó, vận động viên người Mỹ Leah Neuberger, vô địch bóng bàn đôi nam nữ thế giới năm 1956 và 9 lần vô địch đơn nữ Mỹ mở rộng, vào thời điểm đó đang đi du lịch cùng đội tuyển bóng bàn Canada tới Trung Quốc theo lời mời trước đó của nước này. Neuberger đã thỉnh cầu Trung Quốc cấp visa cho toàn bộ đội tuyển Mỹ và đã được chấp thuận. Sự kiện thứ 3 có lẽ là mấu chốt nhất, đó là cuộc gặp mặt bất ngờ nhưng đầy ý nghĩa giữa vận động viên Mỹ Glenn Cowan và vận động viên Trung Quốc Trang Tắc Đống, người ba lần vô địch thế giới và nhiều lần giành chiến thắng tại các sự kiện bóng bàn khác. Trang Tắc Đống đã kể lại sự kiện này trong buổi nói chuyện năm 2007 tại Học viện Trung-Mỹ USC.